# Gilberto Palmares
Gilberto Silva Palmares (Apiacá, 29 de julho de 1954) é um político brasileiro filiado ao Partido dos Trabalhadores. 
Como deputado estadual Gilberto Palmares foi autor de mais de 100 leis ao longo de seus quatro mandatos. Teve destaque também como presidente da CPI das Barcas, responsável por investigar acidentes e aumentos no preço do serviço, e foi relator da CPI das milícias de 2008, que indiciou 226 pessoas por envolvimento com grupos milicianos no Rio de Janeiro.

## Biografia
Cursou a Escola Técnica Federal Celso Suckow da Fonseca especializando-se como técnico em telecomunicações. É formado em História pela Universidade do Estado do Rio de Janeiro (UERJ) e pós-graduado em Educação pela Universidade Candido Mendes.
Nascido em Apiacá, Espírito Santo, filho de pai e de mãe dona-de-casa, era garoto quando sua família mudou-se para o Rio de Janeiro, instalando-se no morro da Formiga, na Tijuca. Ainda estudante integrou-se aos movimentos católicos tendo participado da Juventude Operária Católica (JOC). Envolvido com as causas sociais, começou a atuar na Associação dos Moradores do Morro da Formiga, ajudando na fundação da rádio comunitária e na produção de jornais da comunidade. Seu primeiro emprego foi aos 14 anos, como office boy do Instituto de Resseguros do Brasil. Cursou a Escola Técnica Federal Celso Suckow da Fonseca especializando-se como técnico em telecomunicações. Em 1974 foi primeiro colocado no concurso público que prestou para Embratel, então uma das mais importantes estatais do Brasil. Foi aprovado e lá trabalhou por quase 29 anos. 
No final da década de 1970 começou sua militância sindical integrando o movimento de oposição aos interventores que conduziam o Sindicato dos Trabalhadores em Telecomunicações do Município do Rio de Janeiro. Em 1984 a chapa de oposição, da qual fazia parte, venceu as eleições. Em 1990 foi eleito presidente e reeleito em 1993. Destacou-se ainda como diretor do Departamento Intersindical de Estudos Sócio-Econômicos (Dieese) no Rio de Janeiro e foi um dos dirigentes estadual e nacional da Central Única dos Trabalhadores (CUT).
Em 1989 filiou-se ao Partido dos Trabalhadores. 
Em 1996 foi eleito vereador no Rio de Janeiro, não conseguindo se reeleger em 2000. 
Após seu mandato como vereador ocupou o cargo de Secretário Estadual do Trabalho entre 1999 e 2000. Foi o primeiro presidente estadual do PT eleito pelo voto direto dos filiados, em 2001. Em 2002 foi eleito deputado estadual no Rio de Janeiro, sendo reeleito em 2006 e 2010. Em janeiro de 2017 retornou à Alerj, assumindo, no mesmo ano, a liderança da bancada do partido.
Ao final de seu mandato como presidente do PT, em 2005, foi eleito para a Direção Nacional do partido.

## Ligação externa
- Site do Deputado Estadual Gilberto Palmares